# Ctenoplusia microptera
Ctenoplusia microptera är en fjärilsart som beskrevs av Ronkay. Ctenoplusia microptera ingår i släktet Ctenoplusia och familjen nattflyn. Inga underarter finns listade i Catalogue of Life.